# 平本染工場
平本染工場（ひらもとせんこうじょう　正式名称：平本染工場コイノボリーズ）は、熊本県八代市（旧：鏡町）に拠点を置いていた陸上競技クラブである。

監督兼選手の平本賢二は競歩で全日本実業団対抗陸上選手権に5回出場している。
九州実業団毎日駅伝には平成10年(1998年)の第35回大会に初出場。
第37回大会から三年連続でエース三浦寛士が強豪ひしめく1区で区間一桁順位の力走を見せた。
2005年の第42回大会を最後に九州実業団毎日駅伝への出場はない。一部メンバーは大分県の二豊陸上競技クラブに所属を移し、翌2006年の第43回大会に出場している。
染工場のチームらしく、駅伝中継では『自分たちで染めたユニフォームで出場』という紹介をされることが多かった。

## 九州実業団毎日駅伝での成績
- 第35回(1998年)　23位　4時間16分22秒
- 第36回(1999年)　22位　4時間16分53秒
- 第37回(2000年)　18位　4時間16分17秒
- 第38回(2001年)　18位　4時間17分06秒
- 第39回(2002年)　18位　4時間27分42秒
- 第40回(2003年)　19位　4時間28分26秒
- 第41回(2004年)　15位　4時間25分09秒
- 第42回(2005年)　13位　4時間29分21秒

| スタブアイコン | サブスタブ | この項目は、まだ閲覧者の調べものの参照としては役立たない、企業に関連した書きかけの項目です。この項目を加筆・訂正などしてくださる協力者を求めています（PJ:経済）。 |